# Латыши (Кировская область)
Латыши — деревня в Кирово-Чепецком районе Кировской области в составе Кстининского сельского поселения.

## География
Расположена на расстоянии примерно 3 км на север по прямой от центра поселения села Кстинино к северу от железнодорожной линии Киров-Пермь.

## История
Известна с 1722 года как оброчная мельница на речке Якимчевке с 1 двором, в 1764 29 жителей, в 1802 2 двора. В 1873 году здесь (деревня При мельнице оброчной или Лотышки) дворов 5 и жителей 44, в 1905 8 и 45, в 1926 (уже Латыши) 10 и 47, в 1950 — 20 и 64, в 1989 — 20 жителей.

## Население
Постоянное население составляло 10 человек (русские 100 %) в 2002 году, 13 — в 2010.